# Expo/Vermont
Expo/Vermont – naziemna stacja linii Expo Line metra w Los Angeles znajdująca się w dystrykcie West Adams. Powstała w ramach pierwszego etapu budowy linii Expo, która docelowo ma dotrzeć do miasta Santa Monica. Stacji została oddana do użytku 28 kwietnia 2012 roku.

## Opis stacji
Stacja Expo/Vermont znajduje się pomiędzy jezdniami Exposition Bulevard na po obu stronach skrzyżowania z Vermont Avenue. W pobliżu znajduje się główny kampus Uniwersytetu Południowej Kalifornii (University of Southern California), Exposition Park oraz meczet Masjid Omar Ibn Al-Khattab. Instalacja artystyczna zdobiąca stację nazywa się Neighborhood Portrait: Reconstructed i została wykonana przez Jessikę Polzin McCoy.

## Połączenia autobusowe
Linie autobusowe Metro
- Metro Local: 102, 204, 550, 754